# Сухопутные войска Молдовы
Сухопутные войска Республики Молдова (рум. Forțele Terestre ale Republicii Moldova) — составная часть Вооружённых сил Молдавии, наряду с Военно-воздушными силами Молдавии, Дунайскими силами и Войсками карабинеров. Созданы в 1991—1992. Насчитывают 4292 человек.

## Структура
Главный штаб Сухопутных войск (рум. Comandamentul Forţe Terestre)

### Подразделения специального назначения
- Отдельный батальон специального назначения «Молния»[рум.] (рум. Batalionul Destinaţie Specială Independent «Fulger») — Кишинёв

### Боевые части
- 1-я мотопехотная бригада «Молдова»[рум.] (рум. Brigada 1 Infanterie Motorizată «Moldova») — Бельцы
- 2-я мотопехотная бригада «Стефан Великий»[рум.] (рум. Brigada 2 Infanterie Motorizată «Ștefan Cel Mare») — Кишинёв
- 3-я мотопехотная бригада «Дакия»[рум.] (рум. Brigada 3 Infanterie Motorizată «Dacia») — Кагул

### Миротворческие части
- 22-й миротворческий батальон[рум.] (рум. Batalionului 22 al Forţelor de Menţinere a Păcii) — Кишинёв

### Части боевого обеспечения
- Артиллерийская бригада «Прут»[рум.] (рум. Brigada de Artilerie «Prut») — Унгены
- Зенитный ракетный полк «Дмитрий Кантемир»[рум.] (рум. Regimentului de rachete antiaeriene «Dimitrie Cantemir») — Дурлешты, муниципий Кишинёв
- Отдельный инженерный батальон «Кодру»[рум.] (рум. Batalionul de Geniu Independent «Codru») — Негрешты, Страшенский район

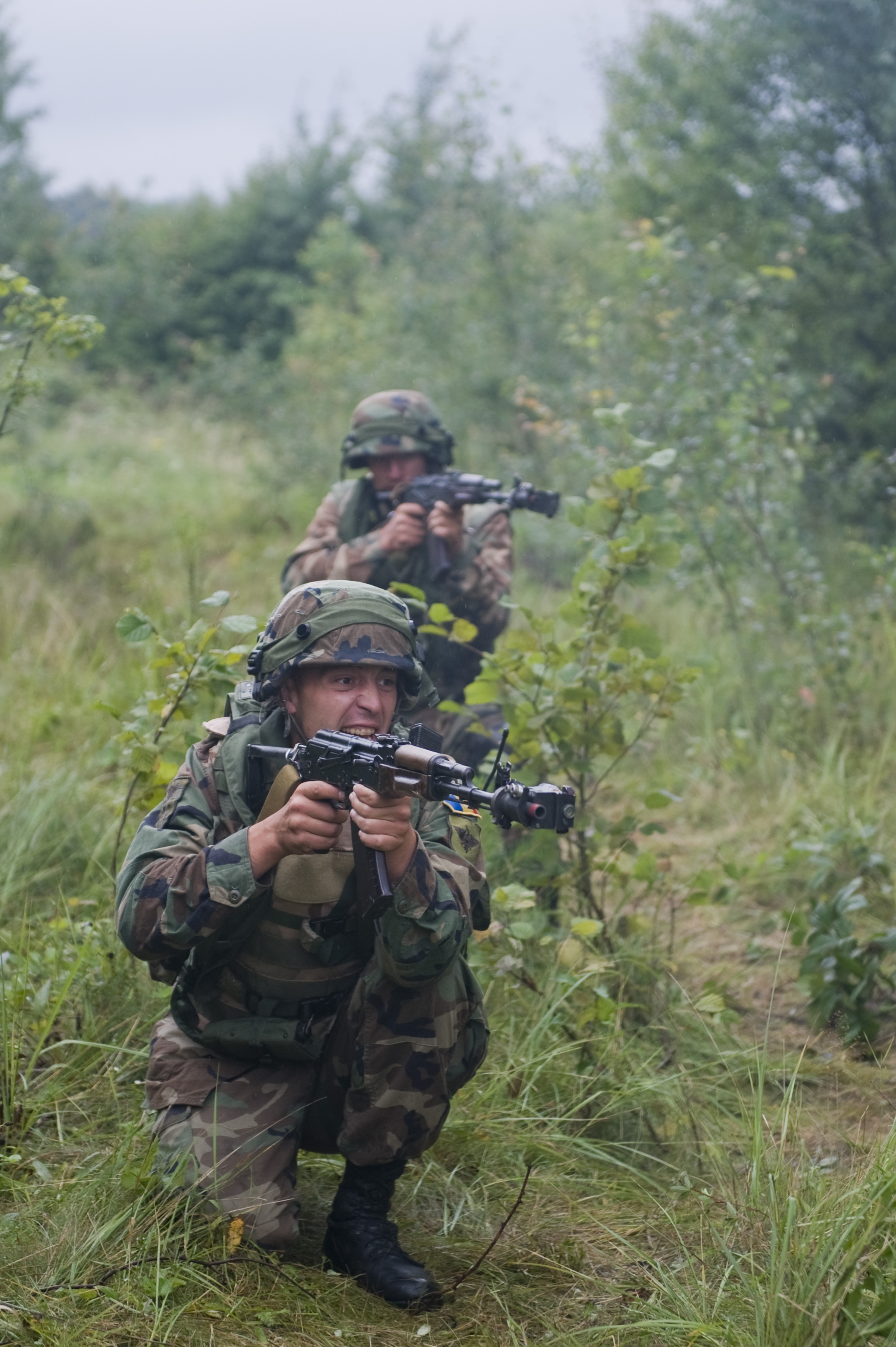
Военнослужащие Молдавии во время учений на Украине, 2011 год.

- Отдельный полк связи «Бессарабия»[рум.] (рум. Regimentul de Transmisiuni Independent «Basarabia») — Дурлешты, муниципий Кишинёв
- Отдельная рота химзащиты (рум. Compania Protecţie Chimică Independentă) — Негрешты, Страшенский район

### Другие части
- Гвардейский батальон[англ.] (рум. Batalionul de Gardă) — Кишинёв
  -  Рота почётного караула (рум. Compania Gărzii de Onoare) — Кишинёв

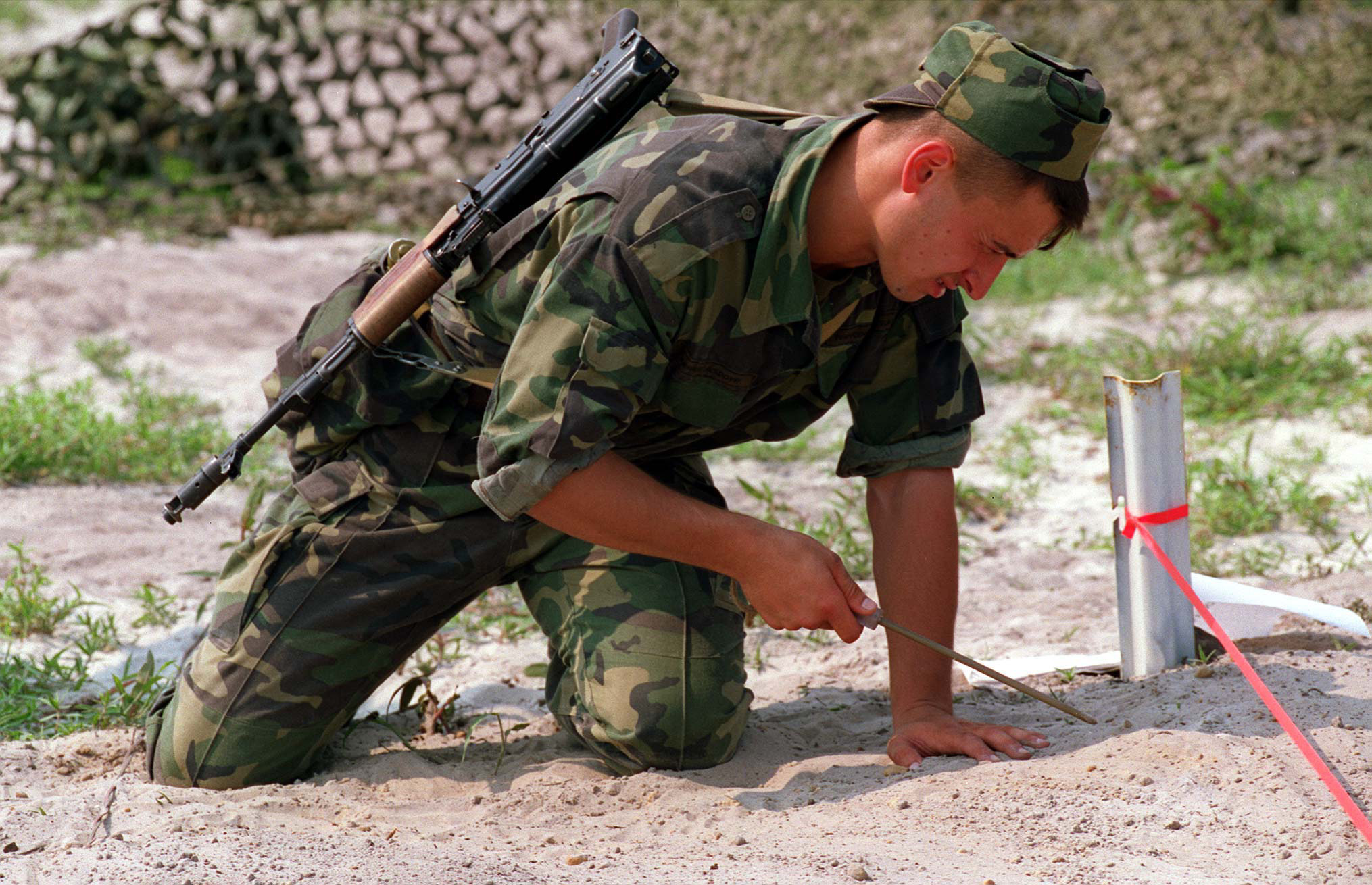
Молдавский солдат проводит разминирование, учения в рамках сотрудничества с НАТО, 1996 год.

## Совместные миротворческие силы
- 1-й отдельный батальон миротворцев (рум. Batalionul 1 Independent al Forţelor de Menţinere a Păcii) — Кочиерь, Дубоссарский район
- 3-й отдельный батальон миротворцев (рум. Batalionul 3 Independent al Forţelor de Menţinere a Păcii) — Кошница, Дубоссарский район
- Отдельная пехотная рота миротворцев (рум. Compania Infanterie Independentă a Forţelor de Menţinere a Păcii) — Варница, Новоаненский район

## История
По данным Министерства обороны СССР, на 11 ноября 1991 года, в Вооружённых силах СССР проходили действительную военную службу 2694 офицера молдавской национальности.
Молдавия в 1992-м году подписала Ташкентское соглашение о принципах и порядке выполнения ДОВСЕ, которое, имело целью распределение прав и обязательств бывшего СССР по ДОВСЕ между Россией и семью другими государствами — участниками Договора.
Квота для Молдавии составляет — 210 танков, 210 БМП, 130 БТР, 250 артиллерийских систем калибра 100-мм и более, 50 боевых самолётов, 50 ударных вертолётов.
В 1991—1992 годах, вопреки решениям Правительства Молдавии о национализации имущества Советской Армии, было вывезено огромное количество вооружения и амуниции. Например, в ноябре 1990 года было вывезено 233 танка Т-64 и Т-54Б, 168-БМП, 18 БТР-60ПБ, 21 БРДМ-2, 18 ББМ, 60 артиллерийских единиц. В ноябре 1991 года, с территории страны было вывезено 34 000 автоматов АК-74, 600 АКС-74, 8000 ПМ, 262 СВД, 500 РПК-74, 800 РПГ-7, 100 тонн гранат, 600 единиц автотранспорта, комплекты радиотехники, 3 истребителя МиГ-29, самолёт АН-26, вертолёт МИ-8ПС, и другие. К февралю 1992 года, по приблизительным данным, было уже эвакуировано 700 танков и 800 ББМ.
В 1992 году в ходе национализации Молдавии досталось: 107 МТ-ЛБ, 68 БТР-60 различных модификаций, 50 БМД, 1 ЗС-88, 3 РХМ-4, 2 РХМ, 3 УР-67, 6 ПРП, 27 ПТРК 9П148 «Конкурс», 27 ПТРК 9П149 «Штурм», 1 130-мм РСЗО БМ-13 «Катюша», 28 220-мм РСЗО БМ-27 «Ураган», 47 100-мм противотанковых пушек МТ-12, 32 152-мм пушек-гаубиц Д-20, 21 152-мм пушка 2А36 «Гиацинт-Б», 18 122-мм гаубиц Д-30, 6 120-мм орудий 2Б16, 32 57-мм зенитных пушки С-60 (из них 4 переданы в МВД Молдовы).
На начало 1994 года Сухопутные войска Молдавии состояли из 3-х моторизованных бригад, артиллерийской бригады и одного разведывательного батальона с общей численностью в 9800 человек. На вооружении находилось 77 бронетранспортёров и 67 машин на их базе; 18 122-мм и 53 152-мм буксируемых артиллерийских единиц; 9 120-мм САУ; 70 «Фаготов», 19 «Конкурсов», и 27 «Штурмов»; имелись 73-мм противотанковые гранатомёты СПГ-9; 45 100-мм противотанковых орудий МТ-12; 30 23-мм зенитных орудий ЗУ-23-2 и 12 57-мм зенитных орудий С-60; а также 56 зенитных управляемых ракет. Также Молдавия получила вооружение во время Приднестровского конфликта и после него из Румынии. Так в 1992—1995 годах из Румынии было получено 161 БТР TAB-71M, 18 122-мм гаубиц Д-30 и 30 120-мм миномётов ПМ-43.
На 2007 г. численность Национальной армии Республики Молдова оценивается в 6,5 тыс. военнослужащих и 2 тыс. человек гражданского персонала. Она состоит из сухопутных войск и ВВС/ПВО. В боевом составе имеются:
- 1-я мотопехотная бригада (Бельцы): по штатам военного времени 1500 чел., в мирное время 785 человек;
- 2-я мотопехотная бригада «Штефан чел Маре» (Кишинёв): по штатам военного времени 1600 чел., в мирное время 915 человек;
- 3-я мотопехотная бригада «Дачия» (Кагул): по штатам военного времени 1500 чел., в мирное время 612 человек;
- артиллерийская бригада «Прут» (Унгены) по штатам военного времени 1000 чел., в мирное время 381 человек;
- полк связи (Кишинёв);
- батальон специального назначения «Фулджер» (Кишинёв);
- инженерно-сапёрный батальон (Негрешты);
- батальон материально-технического обеспечения (Бельцы);
- батальон охраны и обслуживания Министерства обороны (Кишинёв);

В 2011 году США пожертвовали 80 единиц автомобильной техники: тягачи, грузовики, внедорожники, санитарные автомобили, рефрижераторы и другая.
С апреля 2014 года у БТР-Д усилено вооружение путём установки 12,7-мм пулемёта ДШКМ в открытую вращающуюся башню.
В ноябре 2014 года Молдавия получила от США 43 армейских вездеходов HMMWV и 10 прицепов к ним. Машины поступят на вооружение 22-го батальона миротворцев.
В феврале 2017 года Молдавия получила от США ещё 41 армейских вездеходов HMMWV.

## Символика
| Флаг | Герб | Эмблема | Опознавательный знак ВВС Молдавии |
| ---- | ---- | ------- | --------------------------------- |
|      |      |         |                                   |

## Техника и вооружение
Сухопутные войска Молдавии имеют в своём распоряжении следующую технику:
Источник данных:
| Тип                                         | Изображение          | Производство         | Назначение                                               | Количество           | Примечания                                                                                               |
| Боевые машины пехоты                        | Боевые машины пехоты | Боевые машины пехоты | Боевые машины пехоты                                     | Боевые машины пехоты | Боевые машины пехоты                                                                                     |
| ------------------------------------------- | -------------------- | -------------------- | -------------------------------------------------------- | -------------------- | --- |
|                                             |                      |                      |                                                          |                      | |
| БМД-1                                       |                      | СССР                 | боевая машина десантная                                  | 44                   | БМД-1П, БМД-1ПК                                                                                          |
| MLI-84                                      |                      | Румыния              | боевая машина пехоты                                     | 2                    | Румынская версия БМП-1                                                                                   |
| БМП-1                                       |                      | СССР                 | Боевая машина пехоты                                     | 6                    | Используются как учебные                                                                                 |
| Бронетранспортёры                           |                      |                      |                                                          |                      | |
| MOWAG Piranha IIIH                          |                      | Швейцария            | бронетранспортёр                                         | 5                    | 5 бронетранспортеров были переданы Германией. Всего планируется передать 19.                             |
| БТР-80                                      |                      | СССР                 | бронетранспортёр                                         | 12                   | 6 находится на службе бригады полиции особого назначения «Fulger»                                        |
| B33 Zimbru                                  |                      | Румыния              | бронетранспортёр                                         | 6                    | Румынская модификация советского БТР-80                                                                  |
| БТР-70                                      |                      | СССР                 | бронетранспортёр                                         | 5                    | Все находятся в Зоне Безопасности                                                                        |
| TAB-77                                      |                      | Румыния              | бронетранспортёр                                         | 4                    | Румынская модификация советского БТР-70                                                                  |
| БТР-60                                      |                      | СССР                 | Бронетранспортёр                                         | 148                  | |
| TAB-71                                      |                      | Румыния              | бронетранспортёр                                         | 80                   | TAB-71M румынская версия БТР-60                                                                          |
| БТР-Д                                       |                      | СССР                 | бронетранспортёр десантный                               | 9                    | с апреля 2014 года усилено вооружение путём установки 12,7-мм пулемёта ДШКМ в открытую вращающуюся башню |
| МТ-ЛБ                                       |                      | СССР                 | бронетранспортёр / многоцелевой тягач                    | 52                   | |
| МТ-ЛБу                                      |                      | СССР                 | бронетранспортёр                                         | 5                    | |
| Боевые разведывательные машины              |                      |                      |                                                          |                      | |
| БРДМ-2                                      |                      | СССР                 | боевая разведывательная машина                           | 27                   | |
| РСЗО                                        |                      |                      |                                                          |                      | |
| Ураган                                      |                      | СССР                 | 220-мм Реактивная система залпового огня                 | 11                   | |
| САУ                                         |                      |                      |                                                          |                      | |
| 2С9 «Нона-C»                                |                      | СССР                 | 120-мм авиадесантная самоходная артиллерийская установка | 9                    | |
| Артиллерия                                  |                      |                      |                                                          |                      | |
| Д-20                                        |                      | СССР                 | 152-мм пушка-гаубица                                     | 31                   | буксируемая                                                                                              |
| 2А36 «Гиацинт-Б»                            |                      | СССР                 | 152-мм пушка                                             | 20                   | буксируемая                                                                                              |
| М-30                                        |                      | СССР                 | 122-мм гаубица                                           | 16                   | буксируемая                                                                                              |
| M-120                                       |                      | СССР                 | 120-мм миномёт                                           | 7                    | буксируемый                                                                                              |
| 2Б14 «Поднос»                               |                      | СССР                 | 82-мм миномёт                                            | 50                   | буксируемый                                                                                              |
| Противотанковое вооружение                  |                      |                      |                                                          |                      | |
| МТ-12 «Рапира»                              |                      | СССР                 | 100-мм противотанковое орудие                            | 31                   | буксируемая                                                                                              |
| 9К111 «Фагот»                               |                      | СССР                 | ПТРК                                                     | 72                   | может устанавливаться на БМД-1                                                                           |
| 9П148 «Конкурс»                             |                      | СССР                 | ПТРК                                                     | 21                   | на шасси БРДМ-2                                                                                          |
| СПГ-9 «Копьё»                               |                      | СССР                 | станковый противотанковый гранатомёт                     | 138                  | может устанавливаться на машины                                                                          |
| Зенитная артиллерия                         |                      |                      |                                                          |                      | |
| ЗУ-23-2                                     |                      | СССР                 | 23-мм автоматическая спаренная зенитная установка        | 28                   | буксируемая может устанавливаться на БТР или грузовик                                                    |
| С-60                                        |                      | СССР                 | 57-мм автоматическое зенитное орудие                     | 11                   | буксируемая                                                                                              |
| Инженерные и специальные машины             |                      |                      |                                                          |                      | |
| ГМЗ-3                                       |                      | СССР                 | гусеничный минный заградитель                            | н/д                  | |
| ПМЗ-4                                       |                      | СССР                 | прицепной минный заградитель                             | н/д                  | |
| РХМ «Кашалот»                               |                      | СССР                 | разведывательная химическая машина                       | н/д                  | |
| ПТС-2                                       |                      | СССР                 | плавающий транспортёр                                    | н/д                  | |
| ПМП                                         |                      | СССР                 | комплект наплавного моста                                | н/д                  | |
| БМК-Т                                       |                      | СССР                 | буксирно-моторный катер, входит в комлект ПМП            | н/д                  | |
| БМК-130М                                    |                      | СССР                 | буксирно-моторный катер, входит в комлект ПМП            | н/д                  | |
| Машины разведки и управления                |                      |                      |                                                          |                      | |
| АРК-1 «Рысь»                                |                      | СССР                 | артиллерийский радиолокационный комплекс                 | 2                    | |
| СНАР-10 «Леопард»                           |                      | СССР                 | станция наземной артиллерийской разведки                 | 2                    | |
| 1В18 «Клён-1»                               |                      | СССР                 | машина управления огнём артиллерии                       | н/д                  | |
| Грузовые автомобили повышенной проходимости |                      |                      |                                                          |                      | |
| КрАЗ-255Б                                   |                      | СССР                 | тяжёлый грузовой автомобиль повышенной проходимости      | н/д                  | |
| Урал-4320                                   |                      | СССР                 | грузовой автомобиль повышенной проходимости              | н/д                  | |
| AM General M35                              |                      | США                  | грузовой автомобиль повышенной проходимости              | н/д                  | AM General M35A3                                                                                         |
| КамАЗ-4310                                  |                      | СССР                 | грузовой автомобиль повышенной проходимости              | н/д                  | |
| ЗИЛ-131                                     |                      | СССР                 | грузовой автомобиль повышенной проходимости              | н/д                  | |
| ГАЗ-66                                      |                      | СССР                 | грузовой автомобиль повышенной проходимости              | н/д                  | |
| Артиллерийские тягачи                       |                      |                      |                                                          |                      | |
| АТС-59Г                                     |                      | СССР                 | средний гусеничный артиллерийский тягач                  | н/д                  | |
| Автомобили повышенной проходимости          |                      |                      |                                                          |                      | |
| HMMWV                                       |                      | США                  | армейский автомобиль повышенной проходимости             | 83                   | M1025, M1038A1, M1097                                                                                    |
| УАЗ-469                                     |                      | СССР                 | автомобиль повышенной проходимости                       | 678                  | |
| M1008 CUCV                                  |                      | США                  | автомобиль повышенной проходимости                       | 1                    | |
| M1009 CUCV                                  |                      | США                  | автомобиль повышенной проходимости                       | 1                    | |
| Ford F350                                   |                      | США                  | автомобиль повышенной проходимости                       | 1                    | |

## Знаки различия

### Генералы и офицеры
| Категории               | Генералы                  | Генералы           | Генералы           | Старшие офицеры | Старшие офицеры    | Старшие офицеры | Младшие офицеры | Младшие офицеры   | Младшие офицеры |
| ----------------------- | ------------------------- | ------------------ | ------------------ | --------------- | ------------------ | --------------- | --------------- | ----------------- | --------------- |
|                         |                           |                    |                    |                 |                    |                 |                 |                   |                 |
| Молдавское звание       | General de corp de armată | General de divizie | General de brigadă | Colonel         | Locotenent-colonel | Maior           | Căpitan         | Locotenent-major  | Locotenent      |
| Российское соответствие | Генерал-полковник         | Генерал-лейтенант  | Генерал-майор      | Полковник       | Подполковник       | Майор           | Капитан         | Старший лейтенант | Лейтенант       |

### Субофицеры и сержанты
| Категории               | Подофицеры         | Подофицеры      | Подофицеры | Сержанты и старшины | Сержанты и старшины | Сержанты и старшины | Солдаты  | Солдаты |
| ----------------------- | ------------------ | --------------- | ---------- | ------------------- | ------------------- | ------------------- | -------- | ------- |
|                         |                    |                 |            |                     |                     |                     |          |         |
| Молдавское звание       | Plutonier-adjutant | Plutonier-major | Plutonier  | Sergent-major       | Sergent             | Sergent-inferior    | Caporal  | Soldat  |
| Российское соответствие | Старший прапорщик  | Прапорщик       | Старшина   | Старший сержант     | Сержант             | Младший сержант     | Ефрейтор | Рядовой |

### Знаки на головные уборы

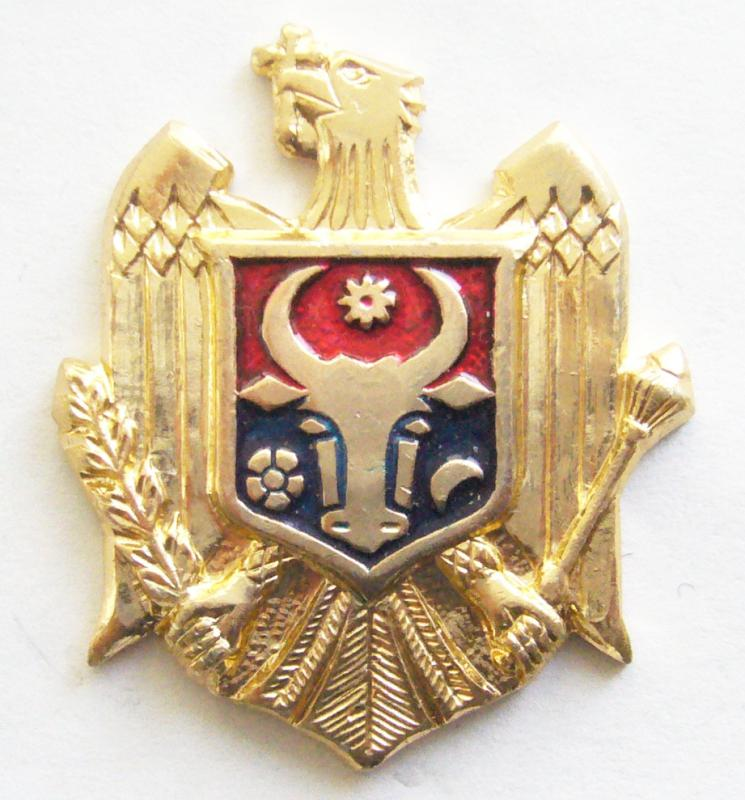
Кокарда рядового состава
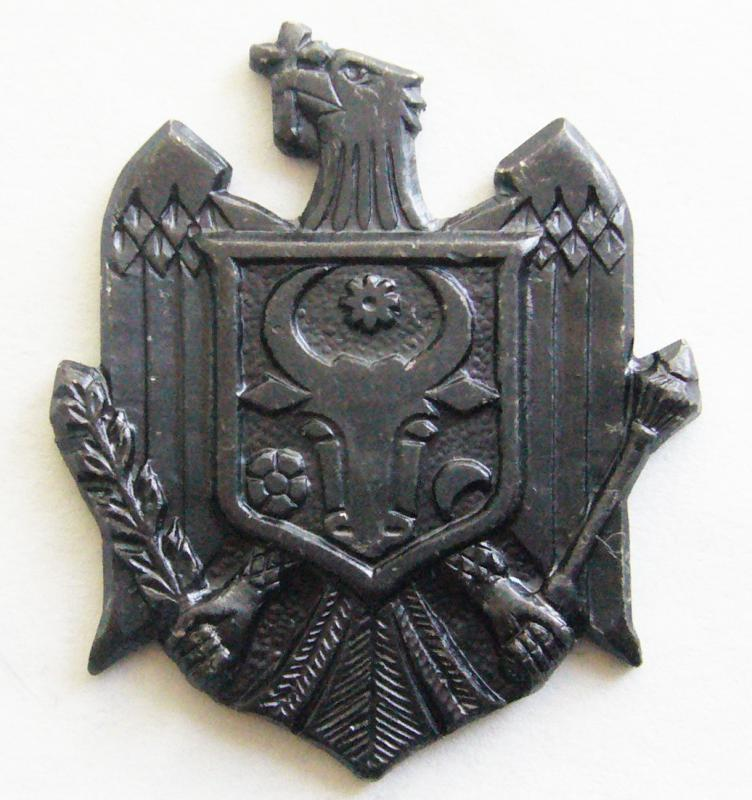
Полевая кокарда рядового состава
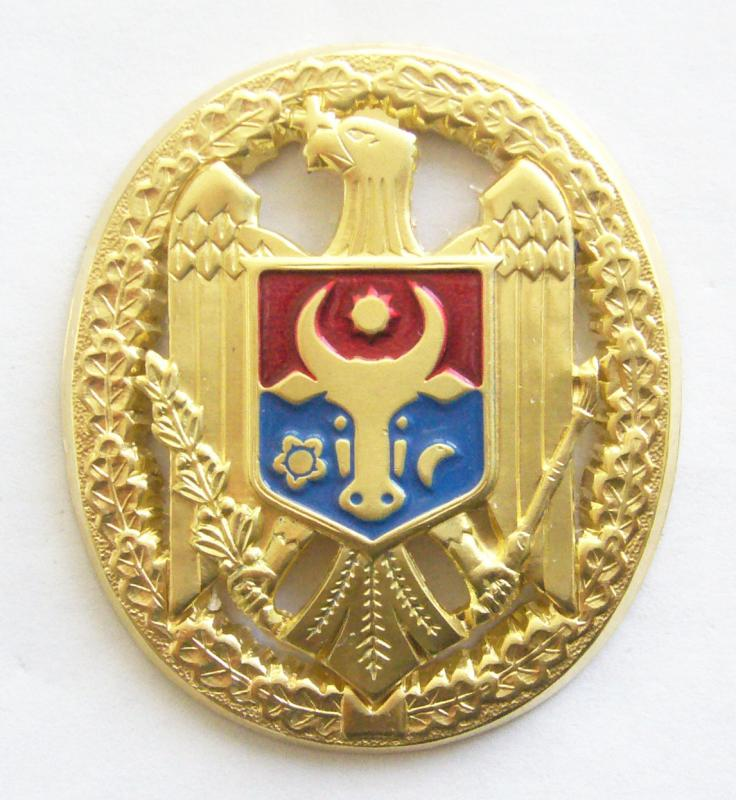
Офицерская кокарда
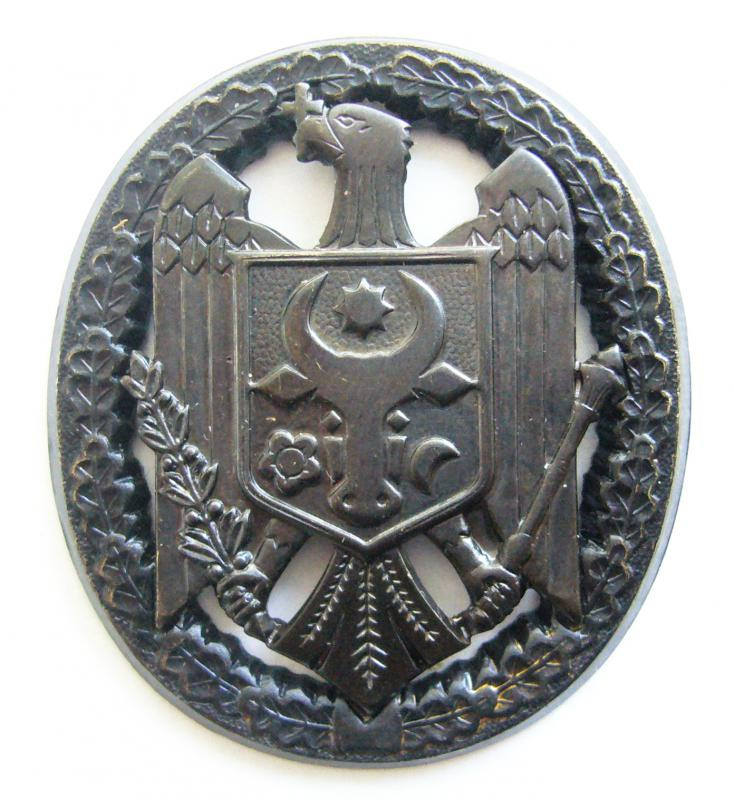
Полевая офицерская кокарда